# Nikolái Diletski
Nikolái Pávlovich Diletski (en ruso: Никола́й Па́влович Диле́цкий; en ucraniano: Микола Дилецький; en polaco: Mikołaj Dilecki),  fue un teórico musical y compositor ruso nacido en la Mancomunidad polaco-lituana. Tuvo una gran influencia en la Rusia de finales del siglo XVII con su tratado de composición Мусикийская грамматика (Gramática musical), cuya versión más antigua que se conserva data de 1677. Entre los seguidores de Diletski se encontraba Vasili Titov.

## Biografía
Diletski nació en Kiev alrededor del año 1630. Recibió educación en la Academia de los jesuitas de Vilna. Trabajó como maestro de capilla en Vilna, luego en Smolensk y, a partir de 1670, en Moscú. Nikolái Diletski fue  uno de los primeros músicos ucranianos que pusieron en marcha una influencia en la vida musical de Rusia, lo que llevó a cambios sistémicos en la música eclesiástica y profana del Imperio Ruso. Se tienen pocos datos sobre su vida. Murió aproximadamente alrededor del año 1690.

## Contexto: el barroco en Ucrania

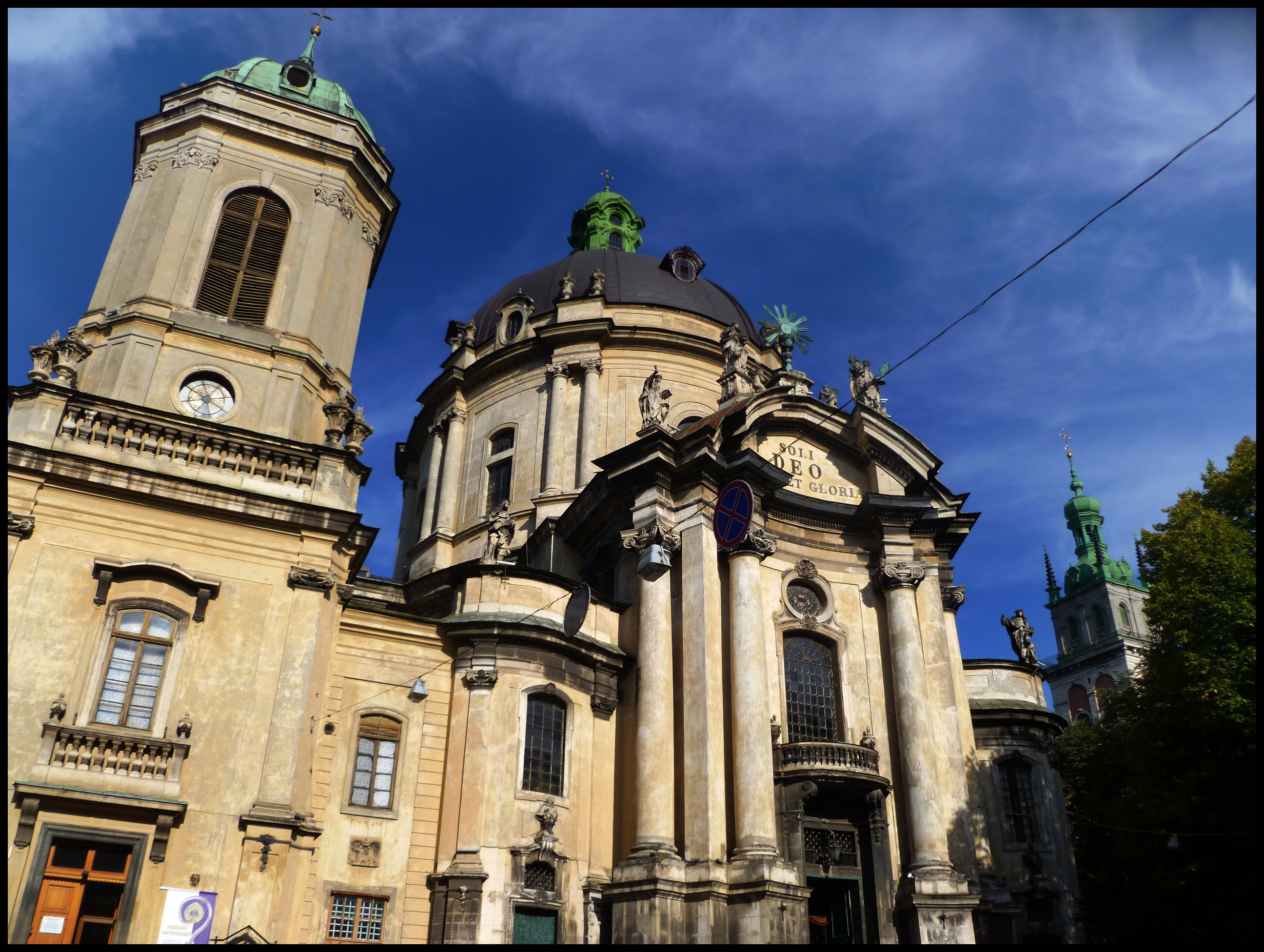
Catedral Dominicana en Lviv, consagrada en 1764, tras su reforma dándole su aspecto actual

El estilo barroco ucraniano evolucionó durante los siglos XVI-XVIII. El período entre los siglos XVII y XVIII representa un importante crecimiento y desarrollo en la educación y muchos ámbitos de la cultura. En el año 1632 se abrió el famoso Colegium  de Kiev, más tarde conocido como la Academia Kiev-Mohyla.

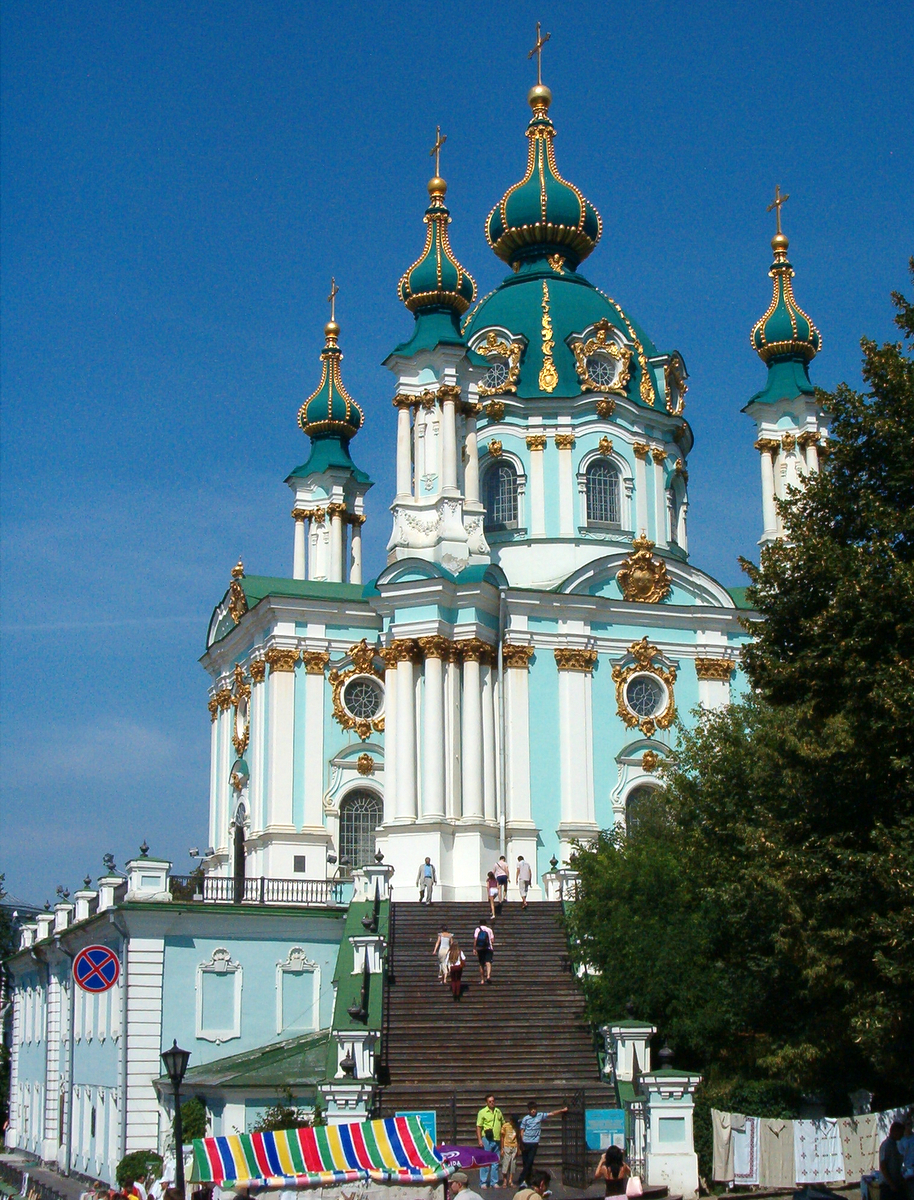
Catedral de San Andrés de Kiev, (construida entre 1747 y 1754, siguiendo diseños del arquitecto italiano Bartolomeo Rastrelli).

En 1661 tuvo lugar la  inauguración de la primera Universidad en Ucrania en la ciudad occidental de Lviv.  Destacaban las aperturas de escuelas primarias, se desarrollan las  imprentas, florecía tanto la arquitectura como  la pintura. Abundaba  la restauración de templos y la construcción de nuevos, se  desarrolló  la construcción de edificios civiles. Además se creaban escuelas de arquitectura de los templos  como Transcarpacia, Hutsul, Bucovina y otras. 
En literatura, desde el siglo  XVII y hasta  la mitad del XVIII, destacó  una variedad de géneros,  que marcó el proceso de transformación de los viejos géneros tradicionales y la formación de otros nuevos. Los historiadores llaman a este periodo como Renacimiento nacional.
El desarrollo de la cultura y, en particular la musical, era diferente a lo que ocurría en el Occidente europeo.  
El caso ucraniano es particular ya que este período se caracteriza por la reorientación en las relaciones culturales con Bizancio en favor de Europa Occidental.  Para el arte musical, esto significaba  que los cantos monódicos medievales se sustituyeron por los polifónicos que en estos momentos se practicaban en Europa.  Este hecho supuso una revolución en la música religiosa. 
El Barroco ucraniano sirvió en parte como el Renacimiento. De ahí viene el estallido de energía creativa, las ideas humanistas y compromiso con la educación. La cultura musical ucraniana durante el barroco se caracterizó por la heterogeneidad estilística, con elementos medievales, renacentistas y barrocos.

## El canto basado enpart song
La principal representación de la creatividad musical durante el barroco ucraniano  fue el “concierto part song”. 
Part song (música coral a dos o más voces a capela) se definía como el tipo de música sacra polifónica que se cultivó en Ucrania a principios del siglo XVII. Supuso  el mayor logro de la música profesional ucraniana  de esa época.  El número de voces  varió entre de 3 a 8, de 3 a 12, y, en algunos casos, llegó a utilizarse 48.  Cada parte la llevaba  a cabo un pequeño número de cantantes  profesionales y, en algunas ocasiones, niños. La intervención de mujeres no se practicaba en este momento.  
Los iniciadores de las prácticas de part song  eran las hermandades  ortodoxas. Se abrían escuelas en los monasterios, donde se enseñaba esta práctica. Este canto era considerado difícil según las fuentes de algunos poetas ucranianos del siglo XVII.

## Gramática musical de Diletski

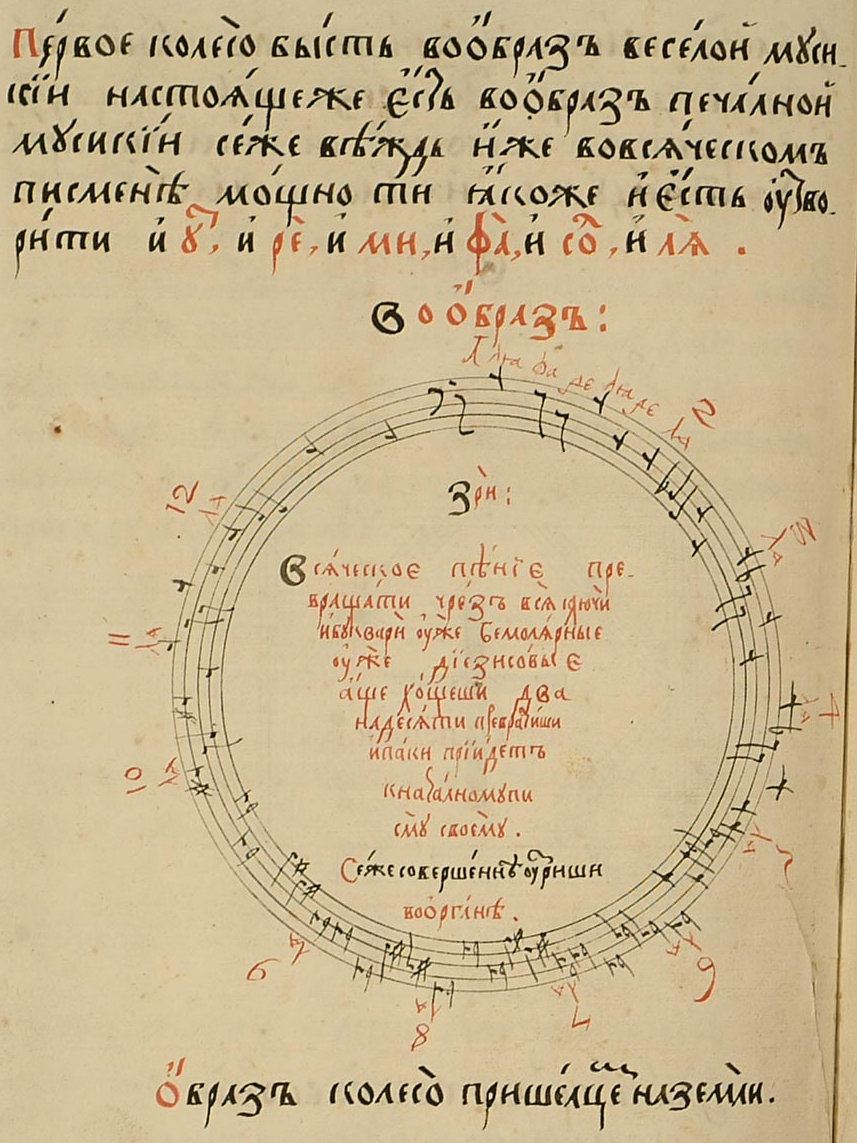
Imagen del Círculo de Quintas en la obra de Diletski.

El trabajo musicológico más significativo de Nikolái Diletski  es considerado su tratado “Gramática musical” (título completo: «Грамматіка мусикійского пѢнія или извѢстная правила пѢния в слозѢ мусікійскомъ, в них же обрѢтаются шесть частей или раздѢлений»), publicado por primera vez en Vilna (no se ha encontrado esta edición aún; en 1675, fue reeditada en Smolensk, y, durante el año 1679, en Moscú).
La "Gramática musical" de  Diletski se convirtió  en uno de  los primeros tratados de teoría  musical.  Exponía los fundamentos de la teoría de la música, contrapunto, reglas de composición, etc.  También trataba sobre cuestiones como el orden, la armonía,  la escala, etc.  La base de la polifonía para Diletski era la  sonoridad de tríada.  Además introducía conceptos de la imitación, canon, reordenación de las voces, etc.

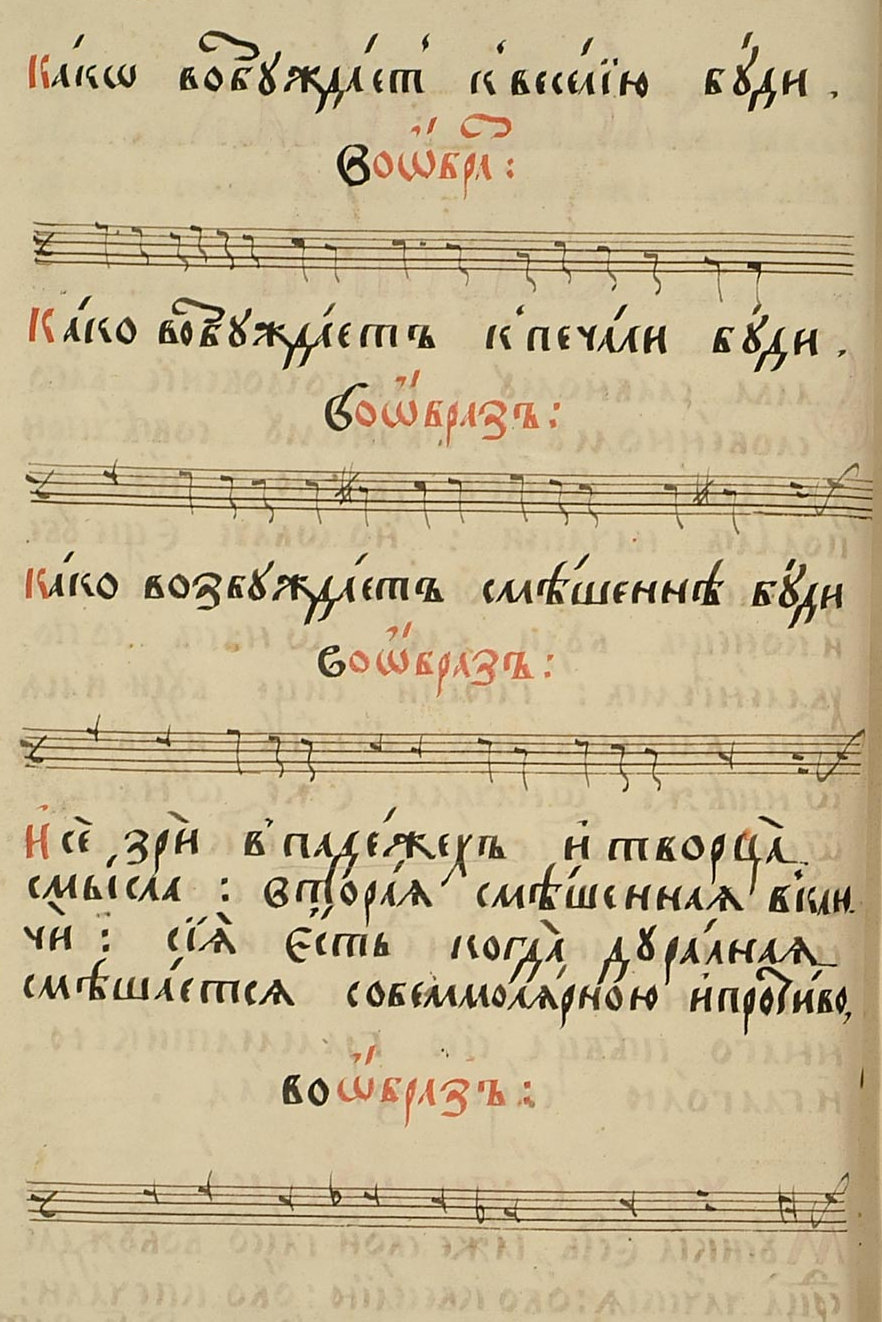
Esta página de su obra muestra ejemplos de "cómo transmitir alegría", "como transmitir tristeza" y "cómo transmitir una emoción mixta", respectivamente.

Su teoría se estableció en las escuelas, estaba presente en las  prácticas pedagógicas teóricas y compositivas, y además contribuyó a la actividad de muchos cantantes y maestros de segunda mitad del siglo XVII  y comienzos del XVIII. 
"Gramática musical" es una de las  primeras  obras científicas  que describen el círculo de quintas.
Tenemos que destacar que el origen de la técnica desarrollada por Diletski  está en  la música católica de finales del XVI, sobre todo de la obra  de compositores venecianos Andrea y Giovanni Gabrieli y otros más.
La obra de Nikolái Diletski volvió a la actualidad desde el olvido sólo al final del siglo pasado, gracias al trabajo incansable de investigación de la famosa musicóloga ucraniana y profesora Nina Alexandrovna Gerasimova, que mostró el trabajo de este compositor.

## Obra
Se conservan varias obras musicales de  M. Diletski, como  Liturghya a cuatro voces, Canon de la Resurrección y otros manuscritos, tanto en el Departamento de manuscritos del Museo Estatal de Historia de Moscú, como en el Departamento de  Música de la Biblioteca nacional Vernadsky de Ucrania en Kiev. 
Sus  obras musicales responden a la estética barroca de llevar al espectador, en este caso al oyente que asiste a la liturgia, a la devoción y afectación.
El Himno de los Querubines pertenece a la obra Liturghya a cuatro voces, procedente del culto bizantino que se cantaba en el ofertorio del rito ortodoxo. 
```
                      
Los que místicamente somos íconos de los querubines

                      y a la vivificante Trinidad, cantamos el himno Tres veces Santo,
                      todo afán material desechemos...
                      Para recibir al Soberano del Todo,
                      por angélicas huestes, invisiblemente escoltado:
                      ¡Aleluya! ¡Aleluya! ¡Aleluya
```

Nikolái Diletski en este canto dio mucha importancia al texto, tratándolo melódicamente de una forma especial. La clave de part song es el principio de contraste tanto rítmico, melódico como de textura, etc. En este caso el himno de los Querubines está a cuatro voces, quizás por la influencia europea de la música italiana a cuatro voces o también por la influencia del motete y madrigale spirituale alemán. Presenta un contraste a nivel de tempo. Percibimos que la primera parte es bastante lenta, mientras que avanzando hasta el final el tempo es más vivo. 
Todos los elementos musicales presentes en esta obra y en otras más destacan por el carácter impactante y emocional de la música y por el bello color proporcionado por el canto coral. Además, está presente el dinamismo a través de una imitación progresiva de las voces y la aplicación del principio de contraste.